# Steve Whitaker
Steve Whitaker (1955 - 22 de febrero de 2008) fue un artista británico, reconocido por ser el colorista del cómic V for Vendetta (publicado originariamente en blanco y negro en la revista Warrior, al cual se le agregó color cuando fue reimprimido y continuado en los Estados Unidos). También fue el autor de The Encyclopedia of Cartooning Techniques.
Whitaker fue miembro activo de la British Amateur Press Association hasta su cierre en 2004. Luego de su muerte, el exmiembro Tony Keen anunció que organizaría una publicación conmemorativa excepcional, tal como Whitaker había hecho por su colega de la BAPA Andy Roberts.

## Obras
- 1988 - V for Vendetta (Nueva York: DC Comics) (colorista)
- 1989 - Saga of the Man-Elf (Leicester: Trident Comics) (artista, N.º 1 y 2)
- 1994 - The Encyclopedia of Cartooning Techniques: A Unique A-Z Directory of Cartoon Techniques (Filadelfia: Running, 1994) ISBN 978-1-56138-354-2
- 1995 - Street Fighter II: The Manga (Londres: Manga Publishing) (colorista)